# ヤマハ・YCシリーズ
YCシリーズ（ワイシーシリーズ）は、ヤマハのステージキーボードの型番・商品名である。

## YC61 / YC73 / YC88
音源方式はVCM Organ、AWM2、FMの3種類を内蔵している。鍵盤数とキータッチ以外の音源やエフェクト等は同一仕様。物理ドローバーを備えたVirtual Circuitry Modeling (VCM)テクノロジーによって、ビンテージのアナログ・イコライザーやコンプレッサー、フェイザーといった回路をトランジスターや抵抗の挙動までもモデリング技術によって忠実に再現している。ロータリースピーカーを備えたトーンホイールオルガンとグランドピアノ、アップライトピアノ、ビンテージエレクトリックピアノ、FM音源によるエレクトリックピアノ、パッド、ストリングス、シンセベース、シンセリード、ブラスセクションなどシンセサイザーの音色を搭載している。制作を担当した電子楽器戦略企画Gの山田祐嗣によると、後述のreface YCの開発がきっかけであったという。ピアノ、エレピ、オルガンのよく使われる3つの音色をフォーカスした。CP88と対になるように制作された。それがリアパネルのロゴにも表れている。現場で使ってもらえるように、いかにコンパクトにするのに苦労したという。AN1xやVL1を開発した国本利文がこれらのモデルの制作に参加している。YC61は2020年5月に発売。YC73とYC88は2021年1月23日発売。
- VCMオルガン

トーンホイール方式のビンテージオルガンを忠実に再現するVCMオルガン音源。計3種類ある。スタンダードなビンテージオルガンとアンサンブルにも埋もれない中低域が太めのオルガン、速いパッセージにもあうパーカッシブなオルガン。トーンホイールのリーク音やキークリック音のレベル調整により実機さながらの経年劣化など、その個体差まで表現可能。
- VCM ROTARY SPEAKER

ロータリースピーカー特有の音の飽和感や温かみまでも再現可能。クリアでサウンドに深みのあるスタンダードタイプと、歪み成分の強いトランジスタープリアンプを接続したタイプの2種類を選択し、ホーン（高域側）とローター（低域側）それぞれの回転スピードや加速/減速の速さといった詳細パラメーターを調整する事で自分好みにセッティング可能。
- VCM EFFECTS

ビンテージエフェクトからハイエンドのシグナルプロセッサーまで、実機の挙動を回路レベルで再現する。
- FM ORGAN

往年のトランジスター方式のオルガンサウンドを再現。8本のドローバーはそれぞれ8つオペレーターに対応しており、VCMロータリースピーカーとアンプモデルとを組み合わせることによって、個性的なサウンドを作成する。
- 鍵盤

YC61は61鍵、セミウェイテッド ウォーターフォール鍵盤(イニシャルタッチ付）。
YC73は73鍵、(E1-E7)BHS鍵盤(黒鍵マット仕上げ バランスドハンマー)。
YC88は88鍵、NW-GH3鍵盤(木製象牙調・黒檀調仕上げ、グレードハンマー3）。
- 最大同時発音数

VCM OrganとAWM2音源の合計：128
FM音源：128
- 音色数

149 (Organ: 6 / Keys: 143)
- エフェクト

スピーカー/アンプ：6タイプ(ロータリースピーカー: 2タイプ、 アンプ: 4タイプ)
リバーブ：1タイプ
インサーションエフェクト：Organ 1系統(プリドライブ) /Key A 2系統(1: 32タイプ、2: 32タイプ) /Key B 2系統(1: 32タイプ、2: 32タイプ)
マスターEQ：3バンド(MID: 周波数変更可能)
- 可搬性

YC61は7.1 kg、YC73は13.4 kg、YC88は18.6 kgで専用ソフトケースも用意され、持ち運びも考慮されている。

## reface YC
出音にこだわったプロフェッショナル・ハイグレードなオルガン専用のOrgan Flutes音源を搭載。ーンホイールの電気オルガンから、トランジスタのコンボオルガンまで5種類の音色タイプから選択可能。ドローバーによる加算合成やビブラート、コーラス、パーカッションといったオルガン特有の音作りが可能。エフェクトにロータリースピーカー、ディストーション、リバーブを搭載。コンパクトなサイズながら鍵盤の根元でも演奏できるHQ Mini鍵盤を採用。鍵盤数は37。2W×2のアンプとスピーカーを内蔵している。